# Allium clathratum
Allium clathratum — вид рослин з родини амарилісових (Amaryllidaceae); поширений у Казахстані, Китаї, Монголії, Росії.

## Опис
Цибулина поодинока або парна, циліндрично-конічна, завширшки 0.7–1 см; оболонка сірувато-коричнева. Листки, як правило, коротші від стеблини, 0.5–1.5 мм завширшки, півциліндричні, краї гладенькі. Зонтик зазвичай півсферичний, багатоквітковий. Оцвітина рожева або блідо-рожева; сегменти з темно-червоною серединною жилкою, широко-лінійні або вузько-ланцетні, 4–5 × 1–1.5 мм, верхівка тупо трикутна. 2n = 16, 32. Період цвітіння: червень.

## Поширення
Поширення: Казахстан, Монголія, Китай — Сіньцзян, Росія — Сибір.
Населяє переважно сухі схили, скелі.